# Collstrop
 For alternative betydninger, se Collstrop (slægt).
A/S Collstrop - Dansk Træimprægnering (oprindeligt R. Collstrop A/S) var indtil 2016[kilde mangler] et dansk træimprægneringsfirma og tidligere trælastfirma. Selskabet drev tidligere handel med jernbanesveller, telegraf-, telefon- og lysmaster, havnetømmer og imprægneret træ til landbruget og andre formål, men udfører i dag primært imprægnering og salg af træbeskyttelse. Collstrop er centrum i en af danmarkshistoriens største forureningssager med jordforurening på en række tidligere fabriksgrunde og dumpning af giftstoffer. Collstrop har aldrig betalt for oprydningen, der anslås at koste 1 milliard kroner. 

## Historie
Oprindelsen til Collstrop skal findes i den af Frederik Ludolf Gustmeyer bestyrede tømmerhandel, som Andreas Collstrop (tidligere Andreas Lauesen, 1742-1820) købte i 1772 sammen med Jochum Schou, og som han fra 1783 var eneindehaver af. Hans søn Lauritz Collstrop (1780-1823) overtog forretningen i 1820. 
Collstrop er imidlertid formelt grundlagt 23. juni 1838 af Rudolph Collstrop (1812-1877). I 1875 optoges sønnen, Andreas Collstrop (1847-1933), som medindehaver. I 1914 omdannedes virksomheden til et aktieselskab med Andreas Collstrop som direktør og tillige som formand for bestyrelsen til sin død i 1933. Fra 1933 til 1939 var kammeradvokat Vagn Aagesen (1866-1939) selskabets formand og fra 1939 var Andreas Collstrops søn, legationsråd Rudolf Collstrop (1883-), formand. I 1917 indtrådte Edvard Bülow (1880-1940) i direktionen og var medlem heraf til sin død. I 1919 indtrådte Marius Hansen (1878-1944) i direktionen og var enedirektør fra 1940 indtil sin død. I 1945 tiltrådte Harry Jensen (7. marts 1894-?) og civilingeniør Axel Blichfeldt-Petersen (1895-1962) som direktører for selskabet. I 1955 blev professor Peter Moltesen medlem af bestyrelsen.
Selskabet havde tidligere træimprægneringsanstalter og savværker i mange egne af landet. Det første store anlæg blev anlagt i Køge 1889, efter at Collstrop fra 1888 var blevet leverandør af sveller til DSB. Anlægget brugtes hovedsageligt til imprægnering af fyrretræssveller. Som imprægneringsmiddel anvendes indtil 1907 en blanding af zinkchlorid og tjæreolie (Rütgers metode).
Dernæst fulgte anlæg i Horsens (oprettet 1900, aktivitet fra 1890 til 1978), Hillerød (1936 til 1976), Stevnstrup (fra 1936 til 2002), Allerød (1961 til 1981), i Brabrand (fra 1963 til 2007), Randers (1966 til 2005), Odense (fra 1970), Ishøj (1974 til 1990), Aalborg (1970 til 2004), Brande (fra 1978), Padborg og Nyborg.
Imprægneringsanstalten i Køge nedbrændte i sommeren 1939, men blev i løbet af året 1940 genopbygget i moderniseret skikkelse, ligesom der også på imprægneringsanstalten i Horsens i årene 1939-40 blev udført omfattende moderniseringer og forbedringer. I dag er disse fabrikker nedlagt, grundene solgt og firmaet har kun afdelingen i Kolding tilbage.
Selskabets vedtægter af 17. marts 1938 beskrev firmaets formål som at drive handelsvirksomhed, træbearbejdning og imprægnering, samt eventuelt at deltage i dermed beslægtede virksomheder i ind- og udland. Aktiekapitalen var oprindelig 1.250.000 kr., den blev udvidet i 1927 til 1.750.000 kr. og i 1936 til 1.900.000 kr.
I 1968 blev Collstrop overtaget af ventureselskabet Incentive A/S sammen med NKT og Det Store Nordiske Telegraf-Selskab. I 1971 fusionerede Collstrop med Dansk Træimprægnering A/S. Incentive A/S og Hotaco A/S ejede da hver 50%.
Koncernen Nordisk Aktiv Virke A/S, der var grundlagt og ledet af Preben Kjærgaard, overtog i 1991 væsentlige dele af Collstrop-aktiviteterne fra Incentive A/S. Collstrop – Dansk Træimprægnering A/S blev stiftet i 1991 og erhvervede i den forbindelse følgende 5 afdelinger: Ishøj, Padborg, Brabrand, Aalborg og Stevnstrup.
Collstrop indgår ikke længere i Nordisk Aktiv Virke A/S, men er overdraget til Jesper Kjærgaard, søn af ovennævnte.
Tidligere lå hovedsædet på Østerbrogade 2 i København, men ligger i dag i Kolding.

## Forureningsskandale
13 af Collstrops tidligere grunde, hvor der er foregået imprægnering, har efterladt en omfattende jordforurering med stoffer såsom arsen, kobber, krom, kulbrinter, phenoler, tjærestoffer, flygtige oliestoffer (BTEX) og tungmetaller. 
Oprydningen på disse grunde anslås til at beløbe sig til 1 mia. kr., hvilket placerer Collstrop-grundene som Danmarks mest bekostelige med hensyn til oprydning efter miljøforurening. Derudover er en række tidligere ansatte blevet skadet af arbejdet på Collstrop.
Nyhedsmagasinet 21 Søndag kunne i 2011 afsløre, at samme år (1989), som der fra Skov- og Naturstyrelsen blev rejst erstatningskrav angående oprydning af forureningen i Allerød, Hillerød, Horsens, Køge og Odense, blev størstedelen af virksomhedens egenkapital, lige knap 28 mio., udbetalt til ejerne af Collstrop. Det var på daværende tidspunkt kapitalfonden Incentive A/S, som ejede Collstrop. Incentive A/S var bl.a. ejet af ATP, Den Danske Bank, Hafnia, Unibank og Chr. Augustinus Fabrikker. Samme år, som Incentive trak det meste af Collstrops egenkapital ud af firmaet, udbetalte Incentive 25 mio. i udbytte til ejerne. Incentives direktør var dengang Poul Jørgen Jensen. Han sad på samme tidspunkt i bestyrelsen for Collstrop.
Det betyder, at de daværende ejere ikke har efterladt penge til at finansiere oprydningen af forureningen, der dermed påhviler staten, dvs. skatteborgerne.
Det nuværende firma Collstrop udtaler, at det siden omdannelsen i 1991 har efterlevet myndighedernes regler og således ikke har noget at gøre med de forurenende aktiviteter, der er foregået før da.
På Collstrops ejendomme i Kolding, Nyborg og Padborg er der ikke kortlagt forurening.